# Optuženik
Osoba postaje optuženik onoga trenutka kada je protiv nje podignuta optužnica. Optuženi ima pravo na obranu i na branitelja, a sve dok se u pravednome sudskom postupku ne dokaže krivnja, optuženik ima pravo da ga se smatra nevinim. Pravo na pretpostavku nevinosti podrazumijeva da se sudac/suci i porota moraju suzdržavati od svakog prejudiciranja.